# Rue du Verger
 (août 2025).
Motif : Rue sans notoriété évidente. Sources secondaires semblent absentes.
- Archive Wikiwix
- Bing
- Cairn
- DuckDuckGo
- E. Universalis
- Gallica
- Google
- G. Books
- G. News
- G. Scholar
- Persée
- Qwant
- (zh) Baidu
- (ru) Yandex
- (wd) trouver des œuvres sur Wikidata

| 1. | Préciser le motif de la pose du bandeau. | Précisez le motif de la pose du bandeau en utilisant la syntaxe suivante : {{admissibilité à vérifier\|date=août 2025\|motif=remplacez ce texte par le motif}}                     |
| 2. | Informer les utilisateurs concernés.     | Pensez à avertir le créateur de l'article, par exemple, en insérant le code ci-dessous sur sa page de discussion : {{subst:avertissement admissibilité à vérifier\|Rue du Verger}} |

 (août 2025).
Si vous disposez d'ouvrages ou d'articles de référence ou si vous connaissez des sites web de qualité traitant du thème abordé ici, merci de compléter l'article en donnant les références utiles à sa vérifiabilité et en les liant à la section « Notes et références ».
La rue du Verger (en néerlandais Boomgaardstraat) est une ruelle bruxelloise pavée de la commune d'Auderghem qui monte en pente de la rue du Vieux Moulin à la rue du Villageois sur une longueur de 100 mètres.

## Historique et description
Ce chemin escarpé est mentionné dans l’Atlas des Communications Vicinales (1843) comme sentier no 41 et porte le nom de Middenweg. Il était large de 1,65 m et long de 103 m et bordé de plusieurs maisons. Ce petit sentier pouvait servir de raccourci plus direct vers le Rouge-Cloître ou Tervuren que la rue du Vieux Moulin.
On suppose que le nom actuel de cette rue lui ait été donné vers 1870, lorsque les maisons ont été numérotées et que les voies publiques ont été désignées par des plaques nominales.

### Abords
Deux victimes des guerres ont habité dans cette rue : Guillaume Keyen et François Bekaert.